# 克里斯塔利納山
46°27′53″N 8°32′13″E / 46.46472°N 8.53694°E
克里斯塔利納山（Cristallina），是瑞士的山峰，位於該國南部，由提契諾州負責管轄，屬於勒蓬廷山的一部分，海拔高度2,912米，每年平均降雨量2,204毫米。